# 日本世直し党
日本世直し党（にほんよなおしとう）は日本の政治団体。

## 概要
- 1983年（昭和58年）5月、参議院議員通常選挙に比例代表制が導入されたことを受け、歯科医で政治活動家の重松九州男が主宰する『日本世直し会』を母体に、福田拓泉の支援を受けて結党された政治団体である。

- 参議院議員通常選挙には重松代表以下、兼松耕作（元『緑風会』副会長）、福田拓泉を始め、後に『フリーワークユニオン』や『雑民党』から立候補する者も、公認候補者として度々擁立。重松代表は、衆議院議員総選挙にも同党公認で立候補している。
- 「日本版緑の党」・「新渡戸稲造武士道実践政党」を称し、以下の穏健なリベラル系の政策を掲げる。

汚職・政治腐敗打破、行政改革、不公平税制の是正、消費税反対、内閣総理大臣の直接選挙、議員定数削減・医療の無料化、女性の地位向上、グローバリズム、反戦・反核、軍事大国化反対、元慰安婦や樺太残留朝鮮人への国家補償など
- 候補者を擁立した全選挙において全員落選し、供託金を没収された。いわゆるミニ政党の中でも弱小であり、得票が伸びなかった。

## 選挙結果
- 1983年（昭和58年）7月 - 第13回参議院議員通常選挙比例代表区に重松が名簿搭載順位第1位で立候補し落選。得票数34715。選挙区にも計9人の候補者を擁立するも全員落選。
- 1986年（昭和61年）7月 - 第14回参議院議員通常選挙比例代表区に重松が名簿搭載順位第1位で立候補し落選。得票数68972。選挙区にも計9人の候補者を擁立するも全員落選。
- 1987年（昭和62年）11月 - 参議院神奈川県補欠選挙に重松が立候補し落選。
- 1989年（平成元年）7月 - 第15回参議院議員通常選挙比例代表区に重松が名簿搭載順位第1位で立候補し落選。得票数43048。ほかに比例代表区8人・選挙区1人の候補者を擁立するも全員落選。
- 1990年（平成2年）2月 - 第39回衆議院議員総選挙に重松が東京都第4区から立候補し落選。
- 1992年（平成4年）7月 - 第16回参議院議員通常選挙比例代表区に重松が名簿搭載順位第1位で立候補し落選。得票数46713。選挙区にも計9人の候補者を擁立するも全員落選。
- 1995年（平成7年）7月 - 第17回参議院議員通常選挙比例代表区に重松が名簿搭載順位第1位で立候補し落選。得票数49680。選挙区にも計9人の候補者を擁立するも全員落選。

## 現在
- 1995年7月の第17回参議院議員通常選挙を最後に選挙への候補者擁立はなく、政治団体名簿からも抹消された。
- 「日本世直し会」は、1997年（平成9年）に吉田巖を代表に変更して山口県防府市に移転したが、数年後に活動を停止し解散した模様。
- かつて本部のあった神奈川県大和市には、現在も歯科医院が存在している。